# Liv AlUla Jayco/2024
Deze pagina geeft een overzicht van de vrouwenwielerploeg Liv AlUla Jayco in 2024.

## Algemeen
- Algemeen manager: Brent Copeland
- Teammanager: Martin Vestby
- Ploegleiders: Megan Chard, Shawn Clarke, Mathew Hayman, Marco Pinotti, Andrew Smith, Brian Stephens, Wim Stroetinga, Rafael Valls, Matthew White
- Fietsmerk: Giant

## Renners

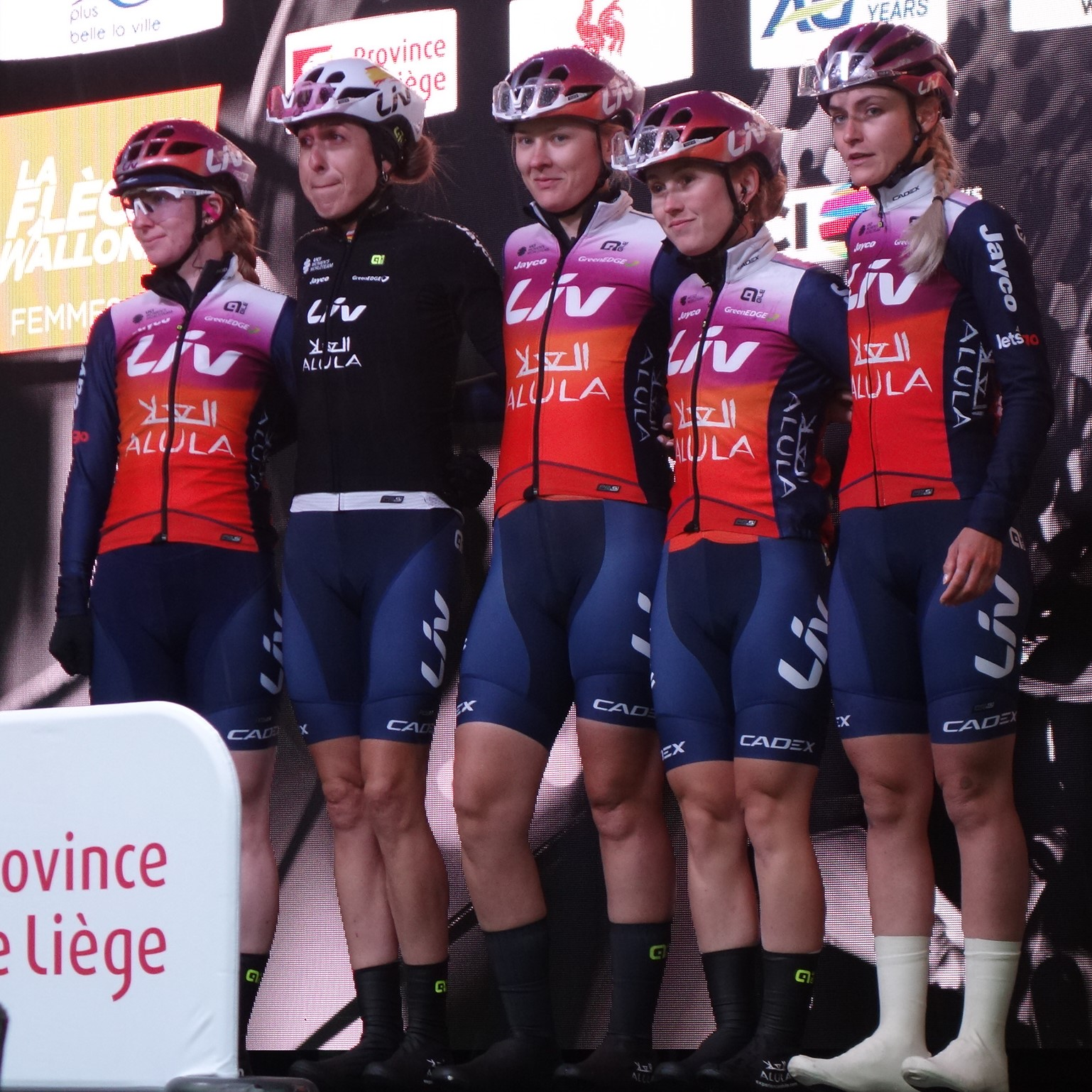
De ploeg in de Waalse Pijl 2024.

| Naam                | Geboortedatum | Nationaliteit      | Ploeg 2023         |
| ------------------- | ------------- | ------------------ | ------------------ |
| Caroline Andersson  | 29-07-2001    | Zweden             | Liv Racing TeqFind |
| Georgia Baker       | 21-09-1994    | Australië          |                    |
| Teniel Campbell     | 23-11-1997    | Trinidad en Tobago |                    |
| Mavi García         | 02-01-1984    | Spanje             | Liv Racing TeqFind |
| Ingvild Gåskjenn    | 01-07-1998    | Noorwegen          |                    |
| Georgie Howe        | 03-03-1994    | Australië          |                    |
| Jeanne Korevaar     | 24-09-1996    | Nederland          | Liv Racing TeqFind |
| Alexandra Manly     | 28-02-1996    | Australië          |                    |
| Amber Pate          | 21-04-1995    | Australië          |                    |
| Letizia Paternoster | 22-07-1999    | Italië             |                    |
| Ruby Roseman-Gannon | 08-11-1998    | Australië          |                    |
| Silke Smulders      | 01-04-2001    | Nederland          | Liv Racing TeqFind |
| Quinty Ton          | 04-08-1998    | Nederland          | Liv Racing TeqFind |
| Anna Trevisi        | 08-05-1992    | Italië             | UAE Team ADQ       |
| Ella Wyllie         | 01-09-2022    | Nieuw-Zeeland      | Lifeplus Wahoo     |
| Urška Žigart        | 04-12-1996    | Slovenië           |                    |

### Vertrokken
| Naam                | Geboortedatum | Nationaliteit    | Ploeg 2024                               |
| ------------------- | ------------- | ---------------- | ---------------------------------------- |
| Jessica Allen       | 17-04-1993    | Australië        | Gestopt                                  |
| Kristen Faulkner    | 18-12-1992    | Verenigde Staten | EF Education-Cannondale                  |
| Nina Kessler        | 04-07-1988    | Nederland        | EF Education-Cannondale                  |
| Alyssa Polites      | 02-02-2003    | Australië        | Liv AlUla Jayco Women's Continental Team |
| Ane Santesteban     | 12-12-1990    | Spanje           | Laboral Kutxa Fundación Euskadi          |
| Chelsie Wei Shi Tan | 17-01-1990    | Singapore        | Gestopt                                  |

## Overwinningen
| Nationale kampioenschappen wielrennen Australië - wegrit: Ruby Roseman-Gannon Nieuw-Zeeland - tijdrit u23: Ella Wyllie Nieuw-Zeeland - wegwedstijd: Ella Wyllie Slovenië - tijdrit: Urška Žigart Slovenië - wegrit: Urška Žigart Trinidad en Tobago - tijdrit: Teniel Campbell Trinidad en Tobago - wegrit: Teniel Campbell Ronde van het Baskenland Jongerenklassement: Ella Wyllie | Ronde van Andalusie 1e etappe: Silke Smulders 2e etappe: Mavi García 3e etappe: Ella Wyllie Eindklassement: Mavi García Puntenklassement: Mavi García Bergklassement: Alexandra Manly Ploegenklasement: *1) Ronde van Groot-Brittannië 4e etappe: Ruby Roseman-Gannon | Ronde van Italië Ploegenklassement: *2) Tour de Gatineau Letizia Paternoster |

*1) Ploeg Ronde van Andalusie: García, Manly, Smulders, Ton, Wyllie
*2) Ploeg Ronde van Italië: García, Gåskjenn, Pate, Roseman-Gannon, Smulders, Wyllie, Žigart
Mannen: 2012 · 2013 · 2014 · 2015 · 2016 · 2017 · 2018 · 2019 · 2020 · 2021 · 2022 · 2023 · 2024  · 2025
Vrouwen: 2012 · 2013 · 2014 · 2015 · 2016 · 2017 · 2018 · 2019 · 2020 · 2021 · 2022 · 2023 · 2024 · 2025
AG Insurance-Soudal · Canyon//SRAM · Ceratizit-WNT Pro Cycling · dsm-firmenich PostNL · FDJ-SUEZ · Fenix-Deceuninck · Human Powered Health · Lidl-Trek · Liv AlUla Jayco · Movistar · Roland · SD Worx-Protime · UAE Team ADQ · Uno-X Mobility · Visma|Lease a Bike